# Kamerconcert nr. 7 voor hobo en kamerorkest
Het Kamerconcert nr. 7 voor hobo en kamerorkest is een compositie van Vagn Holmboe.
Naast een serie genummerde symfonieën en strijkkwartetten schreef Holmboe ook een aantal genummerde kamerconcerten.
Kamerconcert nr. 7 volgde vrijwel direct op Kamerconcert nr. 6 voor viool en kamerorkest (opus 33). Ook het Kamerconcert nr. 8 voor orkest volgde vrijwel direct op nummer 7. Het kamerconcert voor hobo is het enige hoboconcert (of variant daarop) dat Holmboe heeft geschreven. De hoofdindeling deelt het werk in twee delen:
1. Deel 1 bestaat grofweg uit twee tempo-indelingen; het eerste een Molto moderato (gematigd) heeft een opbouw van ABCBA (geïnspireerd op werken van Holmboes voorbeeld Bela Bartók) en laat de hobo beginnen in een begeleiding door alleen strijkinstrumenten; het tweede, Allegro non troppo, is een variant op de sonatevorm.
2. Deel 2 (allegretto con moto) kreeg eeuwig-bewegende-opzet mee met ritmische ondergrond.

De eerste uitvoering vond plaats op 19 januari 1948 door het Det Unge Tonekunstnerselskab onder leiding van Lavard Frissholm; solist was Waldemar Wolsing.
Orkestratie:
- solo hobo
- 2 dwarsfluiten, 2 klarinetten, 2 fagotten
- 2 hoorns, 2 trompetten
- pauken
- violen, altviolen, celli,  contrabassen

Concerto’sAltvioolconcert · Celloconcert · Concert voor blokfluit, strijkinstrumenten, celesta en vibrafoon · Concert voor orkest · Fluitconcert nr. 1 · Fluitconcert nr. 2 · Tubaconcert · Vioolconcert nr. 1 · Vioolconcert nr. 2
Kamerconcerto’sKamerconcert nr. 1 voor piano, strijkinstrumenten en pauken · Kamerconcert nr. 2 voor fluit, viool, strijkinstrumenten en percussie · Kamerconcert nr. 3 voor klarinet en kamerorkest · Kamerconcert nr. 4 voor pianotrio en kamerorkest · Kamerconcert nr. 5 voor altviool en kamerorkest · Kamerconcert nr. 6 voor viool en kamerorkest · Kamerconcert nr. 7 voor hobo en kamerorkest · Kamerconcert nr. 8 voor orkest · Kamerconcert nr. 9 voor viool, altviool en kamerorkest · Kamerconcert nr. 10 · Kamerconcert nr. 11 voor trompet en orkest · Kamerconcert nr. 12 voor trombone en orkest · Kamerconcert nr. 13 voor hobo, altviool en kamerorkest